# اورچها
اورچها (به انگلیسی: Orchha) یک منطقهٔ مسکونی در هند است که در تیکامگار واقع شده‌است. اورچها ۸٬۵۰۱ نفر جمعیت دارد و ۵۵۲ متر بالاتر از سطح دریا واقع شده‌است.